# Melanagromyza dolabrata
Melanagromyza dolabrata este o specie de muște din genul Melanagromyza, familia Agromyzidae, descrisă de Mitsuhiro Sasakawa în anul 2005.
Este endemică în Guatemala. Conform Catalogue of Life specia Melanagromyza dolabrata nu are subspecii cunoscute.